# ファルサルスの戦い
ファルサルスの戦い（ファルサルスのたたかい、英: Battle of Pharsalus、伊: Battaglia di Farsalo）は、紀元前48年8月9日に、グナエウス・ポンペイウスらの元老院派とガイウス・ユリウス・カエサル率いるカエサル派の間で行われた戦いである。なお、地名のラテン語表記（Pharsalus）、古代ギリシア語表記（Φάρσαλος）からパルサルスの戦い、ファルサロスの戦いとも呼ばれる。ローマ内戦中の最大の激戦となった戦闘であり、カエサル派が元老院派を破った結果、カエサルはローマの覇権確立へ大きく前進した。

## 開戦まで
紀元前49年1月10日、カエサルがルビコン川を越えてイタリア本土へ侵攻すると、ポンペイウスと元老院派議員はギリシアへ向けて撤退し、防衛のために軍備を整えた。カエサルはこれを追う前に、ヒスパニアやマッシリア（現：マルセイユ）といった元老院派の勢力を叩いて地中海西域の安定化を図った（マッシリア包囲戦、イレルダの戦い）。
カエサルは、西方属州のポンペイウス勢力を抑えた後、ギリシアに拠点を置くポンペイウスの本軍へ目を向けた。ポンペイウスは、大部分のローマ属州と同盟国に支えられた、優勢な軍勢と大量の艦隊を保持していた。
紀元前49年から紀元前48年の冬、カエサル軍と、少し後を進軍していたマルクス・アントニウスの軍はアドリア海を渡り、対岸のデュッラキウム（現・ドゥラス）で元老院派軍を包囲した。一方のポンペイウスは補給線を絶つことでカエサル軍が飢えることを狙った。カエサルはデュッラキウムの陣地を強襲するが失敗に終わり、テッサリアに追い込まれた（デュッラキウムの戦い）。元老院派軍はこれを追跡し、両軍はファルサルスで対峙した。
元老院派の軍は数では圧倒的であったが、経験でははるかに及ばなかった。ポンペイウス自身は食糧と資金不足で今にも陣営が崩壊しそうであったカエサル軍に対して、時間を稼いで消耗させるべきと考えていたが、ポンペイウスの意見に賛同したのは海軍の指揮を取っていたマルクス・ポルキウス・カト（小カト）程度に留まり、元老院派の大半は弱っているカエサル派との決戦をポンペイウスに迫った。
中でも、マッシリアで敗退したルキウス・ドミティウス・アヘノバルブスは「戦闘を避けている」「王の中の王、アガメムノン」（共に独裁者の意味）とポンペイウスを罵り、イレルダで敗退したルキウス・アフラニウスは「ヒスパニアで敗退した時には買収されたと弾劾されたのに、その自分を買収した商人（カエサル）を相手に戦わないのか」と迫り、ポンペイウスはカエサル軍との決戦を決意するに至った。
元老院派は既に勝利を見越して、メテッルス・スキピオやドミティウスらは官職を巡って言い争いを始めた他、マルクス・トゥッリウス・キケロは陣営内を求められもしない冗談を言って回る始末であったが、決戦前に元老院派の騎兵部隊司令官ティトゥス・ラビエヌスが会議で「勝利を得るまでは戦場を離れない」と決意を述べて、元老院派は戦意を再び引き締めるに至った。
このときカエサルが保有していた軍団は以下の通りであった。
- ガリア戦争以来の歴戦の兵士 - 第10軍団エクェストリス（騎士）、第8軍団アウグスタ、第9軍団ヒスパナ、第12軍団フルミナータ軍団（en）
- 内戦開始後に徴募された兵士 - 第1軍団ゲルマニカ、第3軍団ガッリカ、第4軍団マケドニカ

第9軍団などのカエサル子飼いの兵士達は、デュッラキウムの戦いやそれ以前の戦いで無様な敗北、銀鷲旗を奪われるなどの多くの失態を犯していたが、あえてカエサルは罰しなかった為、職業軍人としてかなりの恥辱を感じており、それを挽回しようとかなり意気が上がっていた。

## 戦い

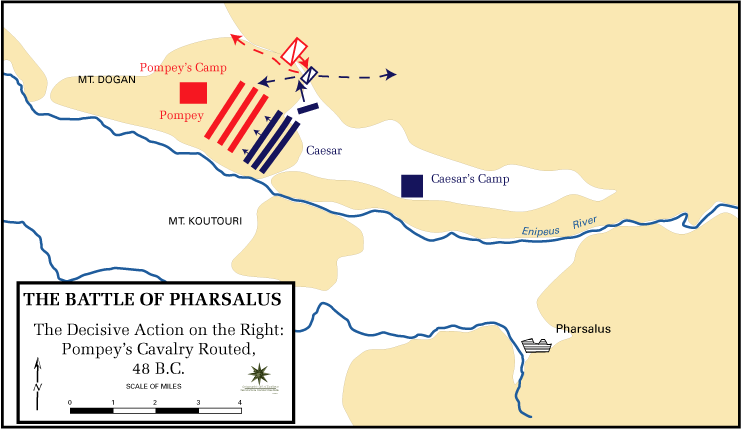
ファルサルスの戦い・布陣図

### 配置
双方の指揮官は敵軍の側面を衝いた側が勝利できると認識しており、双方とも側面の攻撃と防御に注力した。カエサル軍はエニペウス川を左翼として布陣し安全を確保したため、カエサル軍右翼の攻防が焦点となった。
カエサル派は、川沿いの左翼部隊の指揮をマルクス・アントニウス、中央部にグナエウス・ドミティウス・カルウィヌス、最精鋭の第10軍団を中心とした右翼部隊はカエサル自らが指揮を取り、プブリウス・コルネリウス・スッラに一部の部隊を任せた。また、元老院派左翼部隊の中核を成す騎兵部隊に対抗する為に、コホルス6個大隊から構成される予備の第4戦列を右翼部隊の後方へ配置した。
元老院派はポンペイウス自身がアントニウスと相対する右翼を担当、優勢な騎兵による側面攻撃を企図し、正面にメテッルス・スキピオ指揮下の軍団兵、左翼に騎兵および投石兵と弓兵を配置した。元老院派軍の左翼はドミティウスが率い、左翼部隊の中核となる騎兵部隊は、カエサルのレガトゥス（総督代理）を長年務めてその戦略をよく知っていたラビエヌスが指揮を取った。

### 激突
戦闘はまず正面に配置された軍団兵同士の間で開始された。ポンペイウスはカエサル軍を疲労させるために自軍の兵士に突撃しないよう命じていたが、各国からの寄せ集めの軍であったため命令が的確に伝わらず混乱が生じた。カエサル軍のベテランの軍団兵達は両軍の中間まで突撃したが、そこで元老院派軍の異変に気づき、ポンペイウスの罠を察知して停止し、重装歩兵による攻撃から軽歩兵による遠距離攻撃に切り替えた。カエサル軍右翼部隊の小隊長であったガイウス・クラッシアヌスは「死のうが生きようが、今日はカエサルから褒美がもらえるだろう」と叫んで元老院派の兵士を多数斬り殺したが、最期は敵によって刺し殺された。
元老院派軍左翼のラビエヌスは騎兵を率いて突撃し、カエサル軍の騎兵を撃退してコホルス6個大隊から構成される第4戦列とぶつかった。この時カエサルは自軍の投槍兵に、騎兵に対して踏みとどまり、ピルム（槍）を投げたり、足や脛を狙うのではなく、騎兵の顔や目を狙って直接突き刺すように命じていた。この攻撃を嫌った元老院派の騎兵は逢えなく崩壊した。
第4戦列はそのまま前進して元老院派軍に側面攻撃をかけ、さらにカエサルは予備の第3戦列を前線に投入した。2方向からの攻撃を受けて、ポンペイウスは敗北を悟り、エジプト方面へと逃走。カエサル軍は元老院派軍の陣地を襲い、生き残った元老院派軍の指揮権を掌握した。ラビエヌスやメテッルス・スキピオ、デュッラキウムに残っていた小カトーらはアフリカ属州ウティカへと逃れたものの、ドミティウスはこの戦いで討死した。
ポンペイウスはエジプトのアレクサンドリアへ逃れたが、ルキウス・コルネリウス・レントゥルス・クルスと共に、エジプトのファラオであったプトレマイオス13世の組織によって暗殺された。しかしながらカエサルはこれに構わずエジプトに侵攻し、アレクサンドリア包囲戦でプトレマイオス13世の軍を破り、その後の政権をプトレマイオス14世とクレオパトラに交代させ、アレクサンドリアに進出した。
ブルンディシウム（現：ブリンディシ）近郊の艦隊を率いていたデキムス・ラエリウスやシリア属州の艦隊を率いていたガイウス・カッシウス・ロンギヌスらは軍と共にカエサルに降伏、キケロやマルクス・テレンティウス・ウァロ、マルクス・ユニウス・ブルトゥスも元老院派を捨てて、カエサルに投降した。
プルタルコスは「ポンペイウスとカエサルが協力して7万の軍を率いて進軍するならば、パルティアの弓兵でもスキタイの騎兵部隊でも、インドの富を以てしても対応できなかったであろう。不敗の将軍であった両者の間にかつてあった友情も所詮は真の友情ではなかった」と記している。

## その他
この戦いから名をとったものに以下がある。
- アメリカ合衆国ニューヨーク州の町
- 『パルサリア』 - マルクス・アンナエウス・ルカヌスの詩